# Гардек
Гардек (словен. Hardek) — поселення в общині Ормож, Подравський регіон‎, Словенія.